# Boruca (Talsperre)
Boruca war ein Talsperrenprojekt (spanisch Proyecto Hidroelectrico Boruca, englisch Boruca Hydroelectric Project) am Río Térraba (Rio Grande de Terraba) im Süden Costa Ricas bei Palmar Norte. Das Projekt war in Planung, wurde inzwischen aber aufgegeben und durch das El-Diquís-Wasserkraftwerk-Projekt ersetzt. Der Bau verzögerte sich wegen der schlechten wirtschaftlichen Situation und wegen der Proteste gegen das Projekt.

## Technische Daten
Seriöse technische Informationen über dieses Staudammprojekt sind kaum zu finden. So wird zum Beispiel die Höhe des Absperrbauwerks völlig unterschiedlich mit 167 m, 180 m, 260 m oder 267 m angegeben. Der Stausee wäre 250 Quadratkilometer groß geworden, der Speicherinhalt rund 15 Milliarden Kubikmeter.

## Nutzen
Seit den 1970er Jahren lässt die Regierung von Costa Rica Studien für das Wasserkraftwerksprojekt ausführen. Mit dem erzeugten Strom könnte ganz Costa Rica versorgt werden; er soll zum Teil nach Mexiko und die USA geleitet werden, außerdem soll ein Aluminiumwerk versorgt werden. Nur 15 % sind für den lokalen Stromverbrauch gedacht.
Betreiber ist die staatliche Elektrizitätsgesellschaft Instituto Costaricense de Electricidad (ICE). Es wird von Baukosten in Höhe von 1,7 bis 3 Milliarden Dollar gesprochen. 

## Nachteile
Sechs Stammesgebiete indigener Einwohner im Süden von Costa Rica würden von dem Stausee beeinflusst werden, davon drei direkt (das Rey Curré Reserve und Gebiete der Terraba und Boruca würden überflutet) und mindestens drei indirekt (die Gebiete der Ujarras, Salitre und Cabagra würden von der Infrastruktur wie Straßen beeinflusst). 1500 Familien müssten umgesiedelt werden. 
Auch der Terraba-Sierpe-Mangrovenwald im Mündungsgebiet des Terraba würde geschädigt.